# Felix Blaesing
Julian Felix Blaesing (* 8. Mai 1858 in Ostrowo, Kreis Czarnikau; † 1929 in Frankfurt/Oder) war ein deutscher Komponist und Chorleiter.

## Leben
Blaesing, Sohn des Oberlehrers Friedrich Blaesing, besuchte zunächst Theodor Kullaks Neue Akademie der Tonkunst. Ab 1876 studierte er am Königlichen Akademischen Institut für Kirchenmusik und ab 1878 an der Königlichen Akademie der Künste in Berlin. Hier wurde er von Woldemar Bargiel in Kompositionslehre unterrichtet.
1883 ging Blaesing nach Eupen, um dort die Leitung des Städtischen Gesangvereins zu übernehmen. 1888 kehrte er nach Berlin zurück. 1907 wurde er zum Königlichen Musikdirektor ernannt.
Seit 1884 war er mit Emma Luise Helene Harryers verheiratet.